# Giro de Italia 1955
La 38.ª edición del Giro de Italia se disputó entre el 14 de mayo y el 5 de junio de 1955, con un recorrido de 21 etapas y 3871 km, que el vencedor completó a una velocidad media de 35,550 km/h. La carrera comenzó y terminó en Milán.
Tomaron la salida 98 participantes, de los cuales 86 terminaron la carrera.
Gastone Nencini, revelación de la carrera, era líder a falta de solo días de la conclusión del Giro. Sin embargo, en la penúltima ataca, fue atacado conjuntamente por Coppi y Magni al mismo tiempo. El campionissimo se adjudicó la etapa y Magni se hizo con la maglia rosa, por apenas 13 segundos de ventaja.
Bernardo Ruiz consiguió la primera victoria de etapa de un español en el Giro de Italia, mientras que Salvador Botella y Antonio Gelabert quedaron en segunda posición en las etapas número 5 y 18, respectivamente. Además, José Serra fue segundo en la clasificación de la montaña y Botella finalizó 8.º en la clasificación general, la mejor posición lograda por un ciclista español hasta aquel año.

## Equipos participantes
| Equipo             | Jefe de filas     |
| Suiza-Faema        | Carlo Clerici     |
| Bélgica-Girardengo | Joseph Schils     |
| Francia            | Raphaël Géminiani |
| Holanda-Doniselli  | Wout Wagtmans     |
| Ignis              | Bernardo Ruiz     |
| Bianchi            | Fausto Coppi      |
| Legnano            | Giuseppe Minardi  |

| Equipo      | Jefe de filas    |
| Atala       | Giancarlo Astrua |
| Frejus      | Agostino Coletto |
| Torpado     | Nino Defilippis  |
| Welter      | Primo Volpi      |
| Chlorodont  | Pasquale Fornara |
| Arbos       | Mauro Gianneschi |
| Nivea-Fuchs | Fiorenzo Magni   |

## Etapas
| Etapa | Recorrido                 | Km         | Ganador            | Líder             |
| 1.ª   | Milán-Turín               | 163        | Guido Messina      | Guido Messina     |
| 2.ª   | Turín- Cannes             | 243        | Fiorenzo Magni     | Fiorenzo Magni    |
| 3.ª   | Cannes-San Remo           | 123        | Nino Defilippis    | Fiorenzo Magni    |
| 4.ª   | San Remo-Acqui Terme      | 192        | Alessandro Fantini | Fiorenzo Magni    |
| 5.ª   | Acqui Terme-Génova        | 170        | Giancarlo Astrua   | Fiorenzo Magni    |
| 6.ª   | Génova                    | 18.4 (CRE) | Torpado            | Fiorenzo Magni    |
| 7.ª   | Génova-Viareggio          | 164        | Giovanni Corrieri  | Fiorenzo Magni    |
| 8.ª   | Viareggio-Perugia         | 260        | Rino Benedetti     | Fiorenzo Magni    |
| 9.ª   | Perugia-Roma              | 174        | Gastone Nencini    | Fiorenzo Magni    |
| 10.ª  | Roma                      | 207        | Bernardo Ruiz      | Bruno Monti       |
| 11.ª  | Roma-Nápoles              | 242        | Vincenzo Zuconelli | Bruno Monti       |
| 12.ª  | Nápoles-Scanno            | 216        | Gastone Nencini    | Raphaël Géminiani |
| 13.ª  | Scanno-Ancona             | 251        | Giorgio Albani     | Raphaël Géminiani |
| 14.ª  | Ancona-Cervia Pineta      | 173        | Giuseppe Minardi   | Raphaël Géminiani |
| 15.ª  | Cervia Pineta-Rávena      | 50 (CRI)   | Pasquale Fornara   | Gastone Nencini   |
| 16.ª  | Rávena-Lido di Jesolo     | 245        | Rino Benedetti     | Gastone Nencini   |
| 17.ª  | Lido di Jesolo-Trieste    | 150        | Alessandro Fantini | Gastone Nencini   |
| 18.ª  | Trieste-Cortina d'Ampezzo | 236        | Angelo Conterno    | Gastone Nencini   |
| 19.ª  | Cortina d'Ampezzo-Trento  | 227        | Jean Dotto         | Gastone Nencini   |
| 20.ª  | Trento-San Pellegrino     | 216        | Fausto Coppi       | Fiorenzo Magni    |
| 21.ª  | San Pellegrino-Milán      | 141        | Hugo Koblet        | Fiorenzo Magni    |

## Clasificaciones
| \| 1. \| Fiorenzo Magni \| Italia \| 108h 56' 13" \| \| 2. \| Fausto Coppi \| Italia \| + 13" \| \| 3. \| Gastone Nencini \| Italia \| + 4' 08" \| \| 4. \| Raphaël Géminiani \| Francia \| + 4' 51" \| \| 5. \| Agostino Coletto \| Italia \| + 7' 19" \| \| 6. \| Aldo Moser \| Italia \| + 8' 01" \| \| 7. \| Pasquale Fornara \| Italia \| + 9' 16" \| \| 8. \| Salvador Botella \| España \| + 14' 10" \| \| 9. \| Wout Wagtmans \| Holanda \| + 16' 03" \| \| 10. \| Hugo Koblet \| Suiza \| + 20' 16" \| |                   |         |              |
| 1. | Fiorenzo Magni    | Italia  | 108h 56' 13" |
| 2. | Fausto Coppi      | Italia  | + 13"        |
| 3. | Gastone Nencini   | Italia  | + 4' 08"     |
| 4. | Raphaël Géminiani | Francia | + 4' 51"     |
| 5. | Agostino Coletto  | Italia  | + 7' 19"     |
| 6. | Aldo Moser        | Italia  | + 8' 01"     |
| 7. | Pasquale Fornara  | Italia  | + 9' 16"     |
| 8. | Salvador Botella  | España  | + 14' 10"    |
| 9. | Wout Wagtmans     | Holanda | + 16' 03"    |
| 10. | Hugo Koblet       | Suiza   | + 20' 16"    |

| \| 1. \| Gastone Nencini \| Italia \| - \| \| 2. \| José Serra \| España \| - \| \| 3. \| Bruno Monti \| Italia \| - \| |                 |        |   |
| 1. | Gastone Nencini | Italia | - |
| 2. | José Serra      | España | - |
| 3. | Bruno Monti     | Italia | - |

| \| 1. \| Atala \| Italia \| - \| - \| |       |        |   |   |
| 1.                                    | Atala | Italia | - | - |